# Новозавітні апокрифи
Новозаві́тні апо́крифи — це книги, що претендували на звання священних, однак не були включені у канон Святого Письма. Вони створювалися з кінця I століття і їхня поява не припинилася навіть після остаточного формування канону. За жанром новозавітні апокрифи включають апокрифічні євангелія, діяння, послання, апокаліпсиси, заповіти й настанови, що приписуються Ісусу Христу та апостолам.

## Передумови появи
Термін «апокриф» у язичницькому світі означав писання, що містили таємні доктрини або відомості про містерії. У християнському вжитку цей термін з'явився тому, що єретики часто ховали свої твори або видавали їх за таємне Одкровення, дане лише посвяченим.
Першохристиянська література за типом своїх пам'яток значною мірою складається з апокрифічних творів. Для неї характерною ознакою є наслідувальний тип творчості, коли пам'ятки апостольського періоду беруться як приклад і зразок. Апокрифічна література займала велике місце серед читання тогочасних християн. Ця література намагалася наслідувати книги Святого Письма за його змістом і спрямуванням. Таким чином, серед апокрифів існують і євангелія, і діяння, і послання, і апокаліпсиси.
Ця література зазвичай вивчається в рамках патрології, хоча й не є частиною Священного Передання. Однак її необхідно враховувати при аналізі суто церковної ранньохристиянської літератури. Вона допомагає відновити зв'язок, що існував між апостольськими працями та діяльністю так званих «мужів апостольських».

## Апокрифічні Євангелія

### Євангелія юдео-християн
Євангеліє євреїв (το καθ Εδραίους εύαγγέλιον). Свідчення про нього залишилося від блаженного Єроніма (IV століття), котрий переклав цей твір з халдейсько-сирійської мови на грецьку і латинську. Воно начебто було у вжитку серед назареїв і багатьма визнавалось за єврейське текстуальне джерело євангелія від Матвія. У дійсності воно близьке за своїм змістом до деяких уривків першого канонічного Євангелія. Згідно з Т.Цаном, можна визнати, що воно є подальшою переробкою першоджерела Матвійового Євангелія. Збереглося лише у вигляді цитат (св. Ігнатія Атиохійського, Оригена, Єроніма). В одному з уривків йдеться про явління воскреслого Господа Якову. Було у вжитку серед християн-євреїв. Складено воно імовірно близько 150 року (К.Керн) або на рубежі I і II століття (А.Мень).
Євангеліє Дванадцяти (το των δώδεκα εύαγγέλιον; Євангеліє евіонітів; Євангеліє ебіонітів), імовірно укладене у II столітті, вважалось довгий час утраченим. Ориген вважав це євангеліє як і єгипетське євангеліє найдревнішими пам'ятками. Це євангеліє частково може бути відтворено в окремих своїх уривках після виконаного професором Е.Ревію критичного аналізу деяких рукописів Національної бібліотеки Франції за коптськими текстами, що надруковане ним у 1905 році у Східній патрології (2 том). Це євангеліє називають іноді евіонітським, оскільки воно, імовірно, було у вжитку в евіонітів. Ймовірно, тотожне Назорейському євангелію, про котре говорить свт. Епіфаній Кіпрський.
Євангеліє від Фоми (Θωμά Ίσραηλίτου φιλοσόφου ρητά εις τα παιδικά του Κυρίου; Євангеліє Фоми; Євангеліє від Томи) складається з логій, що починаються словами «Ісус сказав…». Вислови багато в чому збігаються з канонічними Євангеліями, але в них виразно відчувається вплив гностичних писань. Юдео-християнський характер тексту видно з особливого відношення до Якова, брата Господнього, про котрого говориться, що заради нього були створені небо і земля (13). Євангеліє містить багато легенд про Спасителя та Його дитячий вік. Рукопис коптського перекладу виявлено у 1945 році в Наг-Хаммаді (Єгипет). Оригінал, імовірно, був написаний на грецькій мові на початку II століття. Його знали Ориген та Іполіт Римський. Воно також було поширене серед християн, що засвідчується багатьма перекладами на латину, сирійську та старослов'янську мови.
Протоєвангеліє Якова (ή ιστορία Ιακώδος περί της γεννήσεως Μαρίας; Євангеліє Якова; Євангеліє від Якова). Знайдене французьким вченим Постелем і вперше у 1552 році видано на латині, у грецькому перекладі видано у 1876 році Тішендорфом. Ця пам'ятка була дуже поширена у давньохристиянському середовищі, а також суттєво вплинула на богослужіння, церковне мистецтво й літературу середньовіччя. Складене це євангеліє у другій половині II століття у єгипетському юдео-християнському середовищі (зберігся рукопис цього часу). Можливо навіть, що воно було відоме святому Юстину Філософу. У ньому багато оповідується про дитинство Божої Матері, про Її батьків, котрі тут вперше і названі Йоакимом і Анною, про побиття немовлят у Вифлеємі, про братів Господа як дітях Йосипа від першого шлюбу. Його поширеність у християнській спільноті підтверджується більш ніж 30 рукописами, що його містять.

### Євангелія переходу від юдео-християнства до язико-християнства
Євангеліє від Петра (εύαγγέλιον κατά Πέτρον) — гностико-докетична переробка канонічних євангелій II століття. Його фрагмент знайдений Буріаном у 1886 році в одній християнській гробниці Верхнього Єгипту. Опубліковано воно було ним у 1892 році. Описується суд над Спасителем, Його смерть на хресті й ранок Воскресіння. Текст поєднує в собі юдео-християнські, язико-християнські та докетичні риси (згідно з докетичним ученням, поєднання у Христі Божества і людини було лише позірним). Датується 120-150 роками.
Книга Йосифа тесляра (Книга Йосипа тесляра) присвячена дитинству і юності Ісуса Христа. Написана близько IV століття у Єгипті, збереглася в арабській і латинській версіях. Вперше видана у 1722 році.
Євангеліє дитинства Ісуса, що близьке у деяких своїх редакціях з Євангелієм Фоми і також приписується апостолу Фомі. Вперше його арабський текст разом з латинським перекладом був надрукований у 1697 році Сіке, потім у 1832 і 1852 роках. Сирійський текст особливо близький до Євангелія Фоми. Від сирійського тексту походить вірменський, дещо змінений. Оповідає про чудеса, котрі здійснював Отрок Ісус. За характером найбільш далеке від канонічних Євангелій. Дата створення не встановлена.
Арабський варіант зазвичай розглядають окремо, як «Арабське євангеліє дитинства», що написане близько VI століття, але на основі більш ранніх легенд. Примітно, що в цьому пам'ятнику волхви названі персами.
Євангеліє від Никодима (Євангеліє Никодима; Діяння Пілата). Укладене пізно, близько VI століття. Було поширене у коптському середовищі. Збереглось у коптській, грецькій та латинській редакціях. Цікаве воно тим, що містить подробиці суду, розп'яття та погребіння Господа; говорить і про Його сходження в пекло. Написане з метою зменшити провину Понтія Пілата за засудження Господа.
Єгипетське євангеліє (το хατ Αιγυπτίους εύαγγέλιον). Написане близько 150 року. За свідченням Епіфанія Кіпрського, воно шанувалось енкратитами і савелліанами, оскільки містило у собі думки проти шлюбу, проти плоті взагалі, а також модалістичне розуміння Святої Трійці. Знайдене воно було у Єгипті Гренфеллом і Хунтом у 1897 році.
Євангеліє від Варфоломія, доволі пізня пам'ятка, що збереглась у коптських, грецьких і латинських уривках. Свідчення про нього знаходиться у блаженного Єроніма. Воно, імовірно, олександрійського походження. Містить оповідь про сходження Господа в пекло.
Євангеліє від Псевдо-Матвія (Євангеліє Псевдо-Матвія, Апокрифічне євангеліє від Матвія; Книга про Різдво Блаженної Марії) написане не раніше IX століття під впливом Протоєвангелія Якова і Євангелія дитинства.
Апокриф Йоана зберігся у фрагментах. Містить питання до Ісуса Христа і Його відповіді. Написаний у II-V століттях у колах гностиків.
Існують також менш відомі євангелія від Филипа, від Варнави, від Маттея, від Андрія, від Юди. Усе це переважно гностичні твори, що не становлять великої цінності, малоогінальні та відносно пізнього походження. Від них збереглися лише фрагменти.

### Особливості гностичних євангелій
Гностичні євангелія (Євангеліє Істини, Євангеліє від Фоми, Книга Фоми, Євангеліє від Филипа, Євангеліє від Юди тощо) відрізняються високою художністю, піднесеним стилем і за формою найчастіше є логіями. Їх авторів цікавить не земне життя реальної Боголюдини, а лише повчання небесного еону, що відкриває таємниці спасительного життя і «знання». Так, усі вислови Євангелія від Фоми починаються словами «Ісус сказав», і лише зрідка вони включають діалог Ісуса зі слухачами та учнями. На перший погляд, це Євангеліє вельми нагадує канонічні. Але при уважному прочитанні стає очевидним, що воно далеко від щирої Доброї Звістки. Головне завдання — «пізнати себе» (Єв. від Фоми, 3), а через це свою причетність до Божества. Добрий пастир спасає не просто заблукалу вівцю, а найбільшу («духовну» людину), котру любить більше, ніж 99 інших (там же, 111). Царство Боже є «вихід з мук страждань тіла» (Кн. Фоми, 145). Христос представлений як еманація пантеїстічного Божества. «Ісус сказав: Я — світло, що на всіх, Я — все: все вийшло з Мене і все повернулося до Мене. Розрубав дерево: Я — там; підніми камінь, і ти знайдеш Мене там» (Єв. від Фоми, 81).
Старий Заповіт тут зазвичай визнається «мертвим» (Єв. від Фоми, 57). А вчення Христа перетлумачено у дусі спіритуалізму, з акцентом на самозаглиблення і медитації над образами гностичної міфології (історія Душі і еонів). Така установка більш властива Веданті або Платонівській школі, ніж біблійній традиції. Тим не менше, оскільки деякі гностичні секти і писання були ще генетично пов'язані з юдейської середовищем, не виключено, що в них є відгомони справжніх єврейських переказів. У Євангелії від Фоми високо ставиться Яків, брат Господній (13), хоча і заперечується обрізання. Можливо, що це Євангеліє є не просто переробкою канонічних текстів. Мабуть, автор його мав у своєму розпорядженні деякі древні логії та аграфи, що не дійшли до нас. Однак визнати Євангеліє від Фоми й аналогічні йому твори джерелом новозавітної писемності не дозволяють ні хронологічні міркування, ні очевидна насиченість їх духом, чужим Христовим Євангеліям.
Гностицизм хотів підмінити Євангеліє греко-східним спіритуалізмом і відчуженістю, котрі дозволяли дивитися на створений світ як на результат помилки і падіння:
|                    | Не випадково жорстоко сперечалися між собою прихильники гностичного і християнського шляху. Замість фактичної неучасті в дійсності, замість переживання типу естетичного, що обіцяло відчуття гармонії в особистому екстатичної пориві, християнство закликало до нових стосунків між людьми, вимагало виконати новий моральний обов'язок. Це був шлях релігійної етики, і тому саме, що це був шлях етики, а отже, прямої участі у житті, він привертав до себе; догмати християнської релігії перемагали старіючі моральні норми античного суспільства |
| — М. К. Трофімова. | |

## Апокрифічні Діяння
Діяння Павла. Згадуються Тертуліаном, котрий сумнівається у їхній справжності, оскільки вони містять доручення апостола Павла Феклі хрестити і вчити. Ця пам'ятка виникла у Малій Азії близько 180 року. Знайдений цей документ Шмідтом у коптських папірусах. Виданий у 1904 році. З цією пам'яткою має схожість і так звана Проповідь (Κήρυγμα) Павла, що згадується псевдо-Кипріаном. Крім того, у спорідненості з нею знаходяться, як варіант, і так звані Діяння Павла і Фекли, романізована історія Павла і першомучениці. Збереглися лише фрагменти. Діяння містять і деяку історичну інформацію у легендарній формі.
До історії Петра належать такі пам'ятки:
- Проповідь Петра (Κήρυγμα Πέτρου), пам'ятка, імовірно єгипетського походження, що відноситься до початку II століття. Її уривки знаходяться у Климента Олександрійського.
- Діяння Петра (Πράξεις Πέτρου), згадувані Євсевієм[6] як апокрифічна і єретична пам'ятка, збереглись у латинській редакції, відомій під назвою «Actus Petri cum Simone» або «Actus Vercellenses», за місцем її знаходження. У грецькому тексті збереглись лише уривки, початок і кінець. У цій пам'ятці говориться про мученицьку кончину Первоверховного Апостола, а також про Симона Волхва. За думкою Шмідта Діяння ці укладені не в Римі, а, швидше, у Сирії або Палестині близько 180 року.

Від згаданих «Діянь Петра і Павла» слід відрізняти єретичну пам'ятку першої половини III століття, «Історію Петра і Павла», що містить опис мандрівки апостола Павла у Рим та мученицьку кончину обох апостолів.
Діяння Андрія, що згадуються Євсевієм і св. Епіфанієм Кіпрським і укладені, імовірно, близько 180 року. Були у вжитку серед енкратитів. Містять історію Максимілли, молитву св. Андрія перед хрестом, мученицьку кончину апостола, історію апостолів Петра і Андрія.
До історії апостола Йоана відноситься ряд документів, автором яких вважається (а також вищезгаданих Актів Андрія і Петра) Левкій. Згадуються Євсевієм і св. Епифанієм. До цієї історії відносяться:
- Три уривки з актів 2-го Нікейського собору 787 року з гімном Господу. За думкою блаженного Августина (лист 237), вони були у вжитку серед присцилліан.
- Чудесна оповідь про справи, котрі євангеліст Йоан побачив і дізнався від Господа. Цей уривок докетичного походження. Знайдений у 1897 році Джемсом.
- Чудеса св. євангеліста Йоана, знайдені Цаном у 1880 році в одному Патмоському рукописі.
- Оповідь про смерть св. євангеліста Йоана.

Діяння Филипа в основному розповідають про його чудеса. Збереглися грецькі і латинські переклади (оригінал міг бути написаний коптською мовою близько V століття).
Історія Фоми, що виникла близько 200 року у колах гностиків, послідовників Вардесана з Едеси, але значно перероблена православною рукою. Крім грецької редакції збереглись сирійський, ефіопський, вірменський і латинський переклади. Містить оповідь про діяльність ап. Фоми, його місіонерську проповідь в Індії, навернення ним там місцевого царя Гундафора, чудесах апостола, його ув'язнення і мученицьку кончину в Індії. Цікаво, що археологічні пошуки згодом підтвердили на монетах ім'я Гундафора. Діяльність ап. Фоми в Індії на Малаборському узбережжі підтверджується дослідженнями Мінгана і Фаркхара.
Історія Фаддея міститься у двох пам'ятках:
- Уривок мученицького акту з Едеси, що приводиться Євсевієм у грецькому перекладі з сирійської. Містить листування Господа з едеським царем Авгаром.
- Вчення Фаддея, знайдене у 1876 році у сирійському ізводі. Імовірно, це пізніша переробка (не раніше 400 року) «актів» Фаддея з вищезгаданого архіву з Едеси.

Історія апостолів Авдія містить переказ діянь і легенд про апостолів. Приписувалася різним авторам, мала своїм джерелом різні оповіді, що виникли незалежно один від одного. Дата створення не встановлена, проте книга отримала остаточний вигляд, можливо, у Франції не раніше 6 або VII століття.

## Апокрифічні Послання

### Послання Павла
До апокрифічних послань ап. Павла відносяться:
- Послання до Лаодикійців. Маркіонітська підробка, складена з різних послань ап. Павла. Відоме було вже Мураторієвому фрагменту. Окрім того, збереглось у латинському тексті у багатьох кодексах Біблії з IV до XV століття.
- Послання до Олександрійців, що згадується в Мураторієвому фрагменті. Пам'ятка також маркіонітського походження, нині втрачена.
- Третє послання до Коринфіян, вже у III столітті перекладене на латинську мову, у IV столітті сирійською Церквою вважалось канонічним посланням. Містить звернення коринфських пресвітерів до ап. Павла і його відповідь на ряд питань: про творіння світу, про пророків, про творіння людини, про народження Христа від Діви Марії, про людську природу Господу і про воскресіння плоті.
- Листування Павла і Сенеки. Відома вже блаженному Єроніму пам'ятка, що містить оповідь про навернення ап. Павла у християнство, гоніння імператора Нерона, проповідь християнства Сенекою при дворі імператора тощо.

### Послання апостолів
Послання апостолів (Epistola Apostolorum) або «Бесіди Воскреслого Господа з учнями» — надзвичайно цікава у патристичному відношенні пам'ятка. Цей документ знайдений у трьох редакціях, що взаємно доповнюють один одного:
1. Знайдений у 1919 році Шмідтом в Ахмімі коптський папірус 4-5 століть, що нині зберігається у Луврі. У рукописі мало бути 64 сторінки, з яких збереглось лише 32.
2. Знайдений Бікком і Хаулером у одному Венському палімпсесті 4-5 століття латинський уривок послання, як виявилось, буквально збігається з коптським текстом.
3. Ефіопська редакція, знайдена у 1913 році Герріе, «Заповіту Господа» з есхатологічним вступом.

У тексті цих документів знаходиться обіцянка Господа прийти знову на землю через 120 років (за коптським папірусом) або 150 років (за ефіопською редакцією). При співставленні цих даних з «Книгами Сивілл» вченими встановлюється час укладання «Послання апостолів» близько 150 року (точніше близько 148 року). Пам'ятка ця мала безперечний вплив на ранню християнську літературу. Періодично стиль послання переходить в Апокаліпсис.
Зміст пам'ятки: Дія відбувається в Єрусалимі. Одинадцять апостолів сповідують свою віру, після чого слідує оповідь про воскресіння Господа, складена за канонічними Євангеліями. Далі слідує одкровення воскреслого Господа учням про його друге пришестя, про воскресіння плоті, останній суд, про долю засуджених, про олюднення, спокуту, про сходження в пекло, про повеління апостолам проповідувати у всьому світі, про лжевчителів. Закінчується оповіддю про вознесіння, згідно з Апостольськими Діяннями.
Пам'ятка говорить про Бога як Творця світла і темряви, про несвободу людини у гріху, про необхідність хрещення для спасіння, про хрещення Спасителем своїх учнів, Євхаристія називається Пасхою. Для апостолів не може бути покаяння. Пам'ятка вільна від хіліастичних впливів, але в своїй коптській редакції носить сліди гностичних і монархіанських ідей.

### Послання Варнави
Послання Варнави приписувалося сподвижникові ап. Павла. Текст пройнятий різким антюдейським духом. Написано, ймовірно, після руйнування Юдеї Адріаном (бл. 130). Згідно з іншою оцінкою — наприкінці I століття.

### Клементини
Климентини, або Псевдо-Климентові писання у вузькому сенсі позначають два твори «Бесіди» і «Споглядання» (у широкому сенсі це взагалі вся література, що приписувалася Клименту Римському, окрім його єдиного автентичного послання до Коринфіян). Вони оповідають про боротьбу ап. Петра із Симоном Волхвом. Твір несе на собі печатку поглядів юдео-християн. Складається з «Бесід» і «розгляду». Джерелом служили древні легенди й апокрифи, а також тут знайшла віддзеркалення * керігма (проповідь) ап. Петра.

### Інші
Послання Ісуса Христа царя Авгару (Абгару), пам'ятка сирійського походження. Пов'язане з легендами про апостола Фаддея. Написане не пізніше IV століття, тому що його цитує вже Євсевій Кесарійський.
Послання Лентула, зразок середньовічної євангельської белетристики (бл. 14—15 століть). Розповідь ведеться від імені вигаданого правителя Юдеї римлянина Лентула, котрий як очевидець євангельських подій описує зовнішність Ісуса Христа.

## Апокрифічні Апокаліпсиси
Апокаліпсис Петра. Пам'ятку, імовірно, слід віднести до першої половини II століття. Згадується вона вже у Мураторієвому фрагменті; відома також Клименту Олександрійському, Євсевію, блаженному Єроніму. Ці два останніх автори не визнають її канонічності, тоді як у деяких церквах Палестини, згідно зі свідченням Созомена, це Одкровення читалось у церкві. Апокаліпсис оповідає про таємниці загробного світу, нібито відкритих Христом на прохання учнів. Повний текст знайдено лише у 1910 році С.Гребо в ефіопській переробці.
Апокаліпсис Фоми. Пам'ятка гностично-маніхейського походження була у вжитку серед присцилліан. Латинська переробка сходить до IV століття. Цей латинський текст було знайдено Вільхельмом у 1907 році, а грецький оригінал — Більмейером у 1911 році. Відомий від назвою «Послання Господа до Свого учня Фоми».
Апокаліпсис Стефана був відомий у давнину, але не зберігся до нашого часу.
До апокаліпсисів відноситься, за своїм змістом, і відомий твір «Пастир» Єрма Римського. Тут тлумачиться доля Церкви. Єрм (Герм) жив у середині II століття. Однак у патрології цей твір зазвичай розглядають за межами апокрифічної літератури, оскільки він посідає особливе місце у ранньохристиянській літературі.
Апокаліпсис Павла (або Вознесіння апостола Павла) — це свого роду мідраш на 2 Кор 12:2-4. На думку блаженного Августина, він «наповнений байками».

## Тексти, що нині не вважаються апокрифами
Чіткого розрізнення апокрифів і неапокрифів не було ніколи. Багато апокрифів є цілком «православними» текстами і єдиною підставою відносити їх до апокрифів є давні намагання приписати їх апостолам чи включити у текст Святого Письма. Наприклад, вже Мураторієвий канон II століття визнавав канонічними: «Апокаліпсис апостола Петра», «Пастир» Герми, «Дідахе» й ряд інших. У сучасній патрології, як мінімум, два тексти не відносяться до апокрифів.
Успіння Блаженної Діви Марії написане на грецькій мові у IV столітті. Належить до жанру заповітів. Раніше текст відносили до апокрифів, але на думку сучасних дослідників, він належить до писань церковних християн-євреїв (не сектантів, що представляють юдео-християнство, а тих, що не відділилися від Вселенської Церкви).
Дідахе, або Вчення дванадцяти апостолів, твір, що викладає основи церковного життя. Був написаний наприкінці першого століття і є найдавнішою церковною пам'яткою, після текстів Нового Заповіту. Створено, ймовірно, в Сирії. Грецький текст був відкритий у 1873 митрополитом Філофеєм (Врієнніосом) Нікомедійським (опублікований в 1883). Іноді його позначали як апокриф, але насправді це катехитичний текст однієї з ранньохристиянських общин, який не містить нічого, що би суперечило православному віровченню, тому у Православній церкві його не вважають апокрифом.
Пастир Герми, шанований твір та одна з найпопулярніших книг у ранній християнські церкві, який багато Отців Церкви, серед яких Іреней Ліонський, відносили до Біблійного канону Нового Заповіту. В книзі представлено ряд видінь щодо Церкви.

## Новозавітні апокрифи з точки зору Православної церкви
З точки зору Православної церкви вивчення новозавітних апокрифів дозволяє зробити висновок про богонатхненну мудрість Церкви, що відокремила «кукіль» від «пшениці». Жоден апокриф не може зрівнятися з канонічними книгами ні в духовному відношенні, ні у плані літературному, ні за історичною достовірністю. Більшість з них — плід фантазії, погано зрозумілого благочестя, поглядів, що спотворюють саму суть Євангелія Христового. Не випадково вони були улюбленою літературою єретиків, гностиків і маніхеїв. Однак, хоч вартого уваги історичного матеріалу в апокрифічних Євангеліях майже немає, для історії культури первісного християнства, для історії єретичних учень, розвитку християнської догматики у них містяться багаті дані.

### Сайти
- (рос.) Апокрифы / Библиологический словарь[недоступне посилання з червня 2019]
- (рос.) Русская Апокрифическая Студия [Архівовано 6 жовтня 2019 у Wayback Machine.]
- Чи Біблія розкриває всю правду про Ісуса? [Архівовано 7 січня 2019 у Wayback Machine.]